# Église Saint-Maixant de Saint-Maixant (Gironde)
L'église de Saint-Maixant est une église catholique située dans le département français de la Gironde, sur la commune de Saint-Maixant, en France.

## Localisation
Le principal de l'agglomération s'étant aujourd'hui constitué le long de la route départementale D9, l'église se trouve dans le bourg ancien qui est devenu un écart au sud de cette départementale.

## Historique[2]
L'édifice, construit au XIIe siècle mais grandement reconstruit au  XIXe siècle, est inscrit au titre des monuments historiques par arrêté du 9 octobre 1925 pour son abside et son chœur d'architecture romane.
L'église possède une abside romane, édifiée en grand appareil de pierre calcaire. Elle est structurée par quatre contreforts. La corniche moulurée est supportée par des modillons historiés. Le flanc sud de la nef présente un petit appareil cubique et une porte murée, témoins de l'époque préromane.

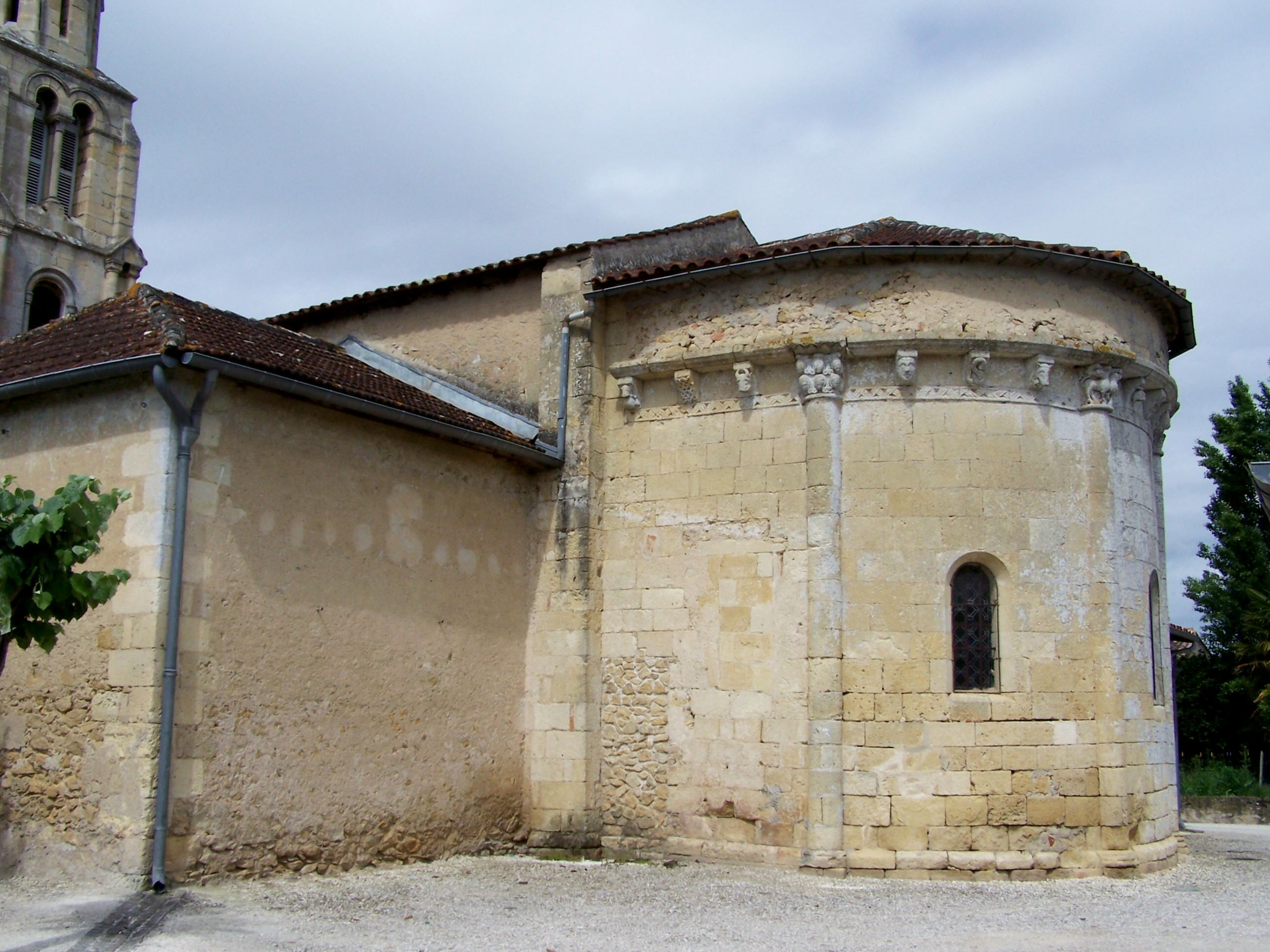
L'abside sud-est
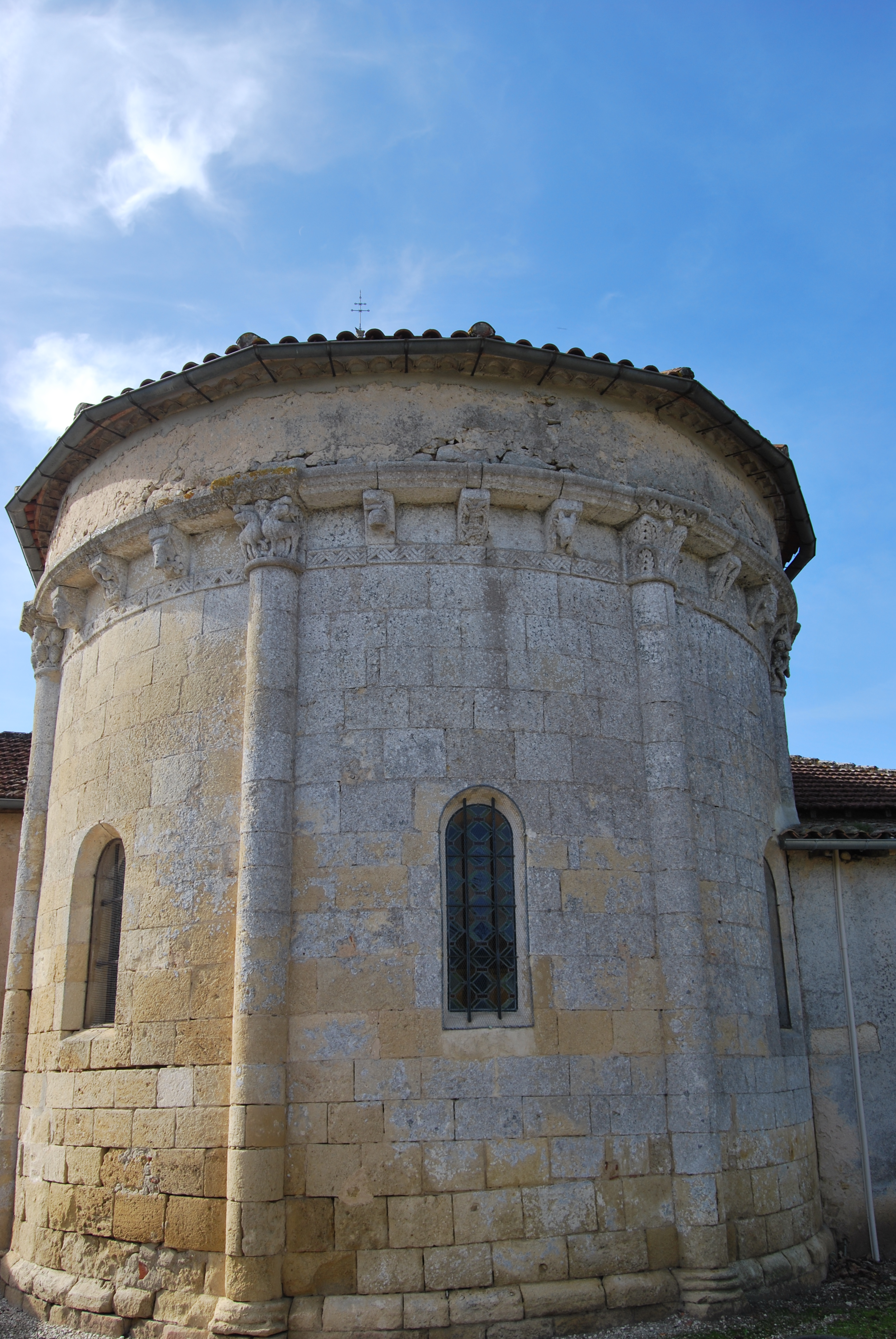
L'abside est
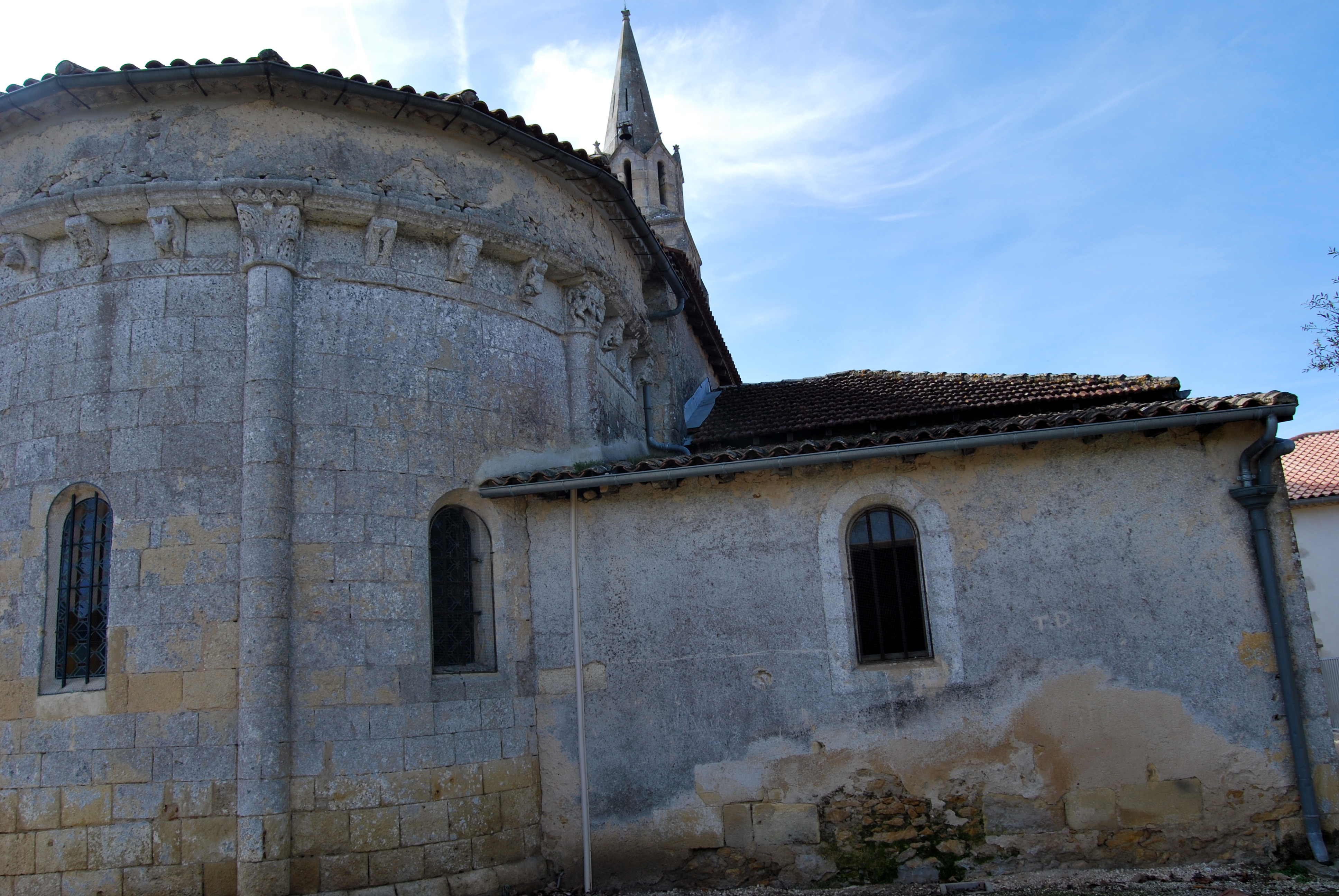
L'abside nord-est

La partie supérieure de l'abside a conservé son décor d'origine:15 consoles et quatre chapiteaux. La fenêtre axiale, la seule d'origine romane, n'était pas ornée.

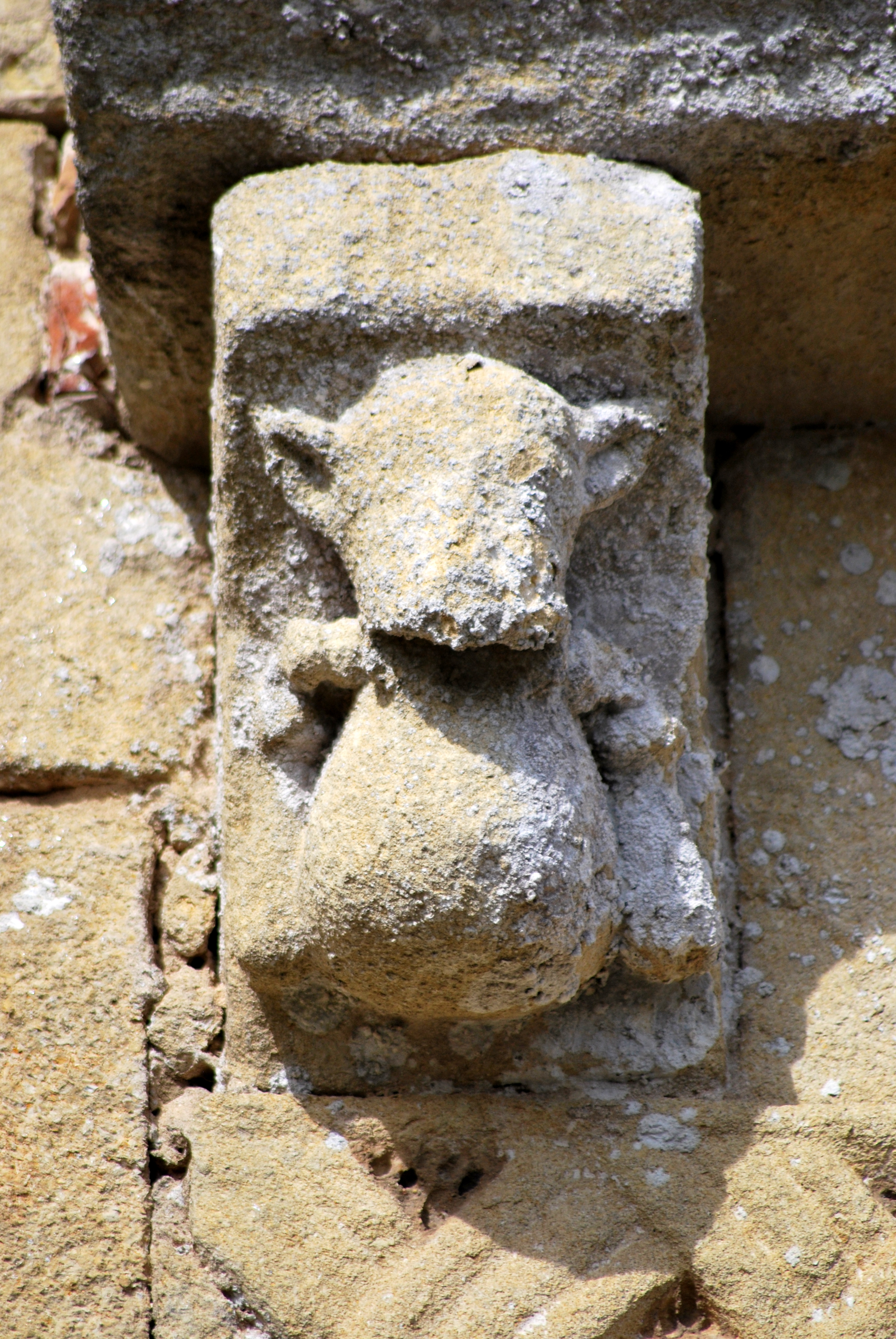
Cochon ?
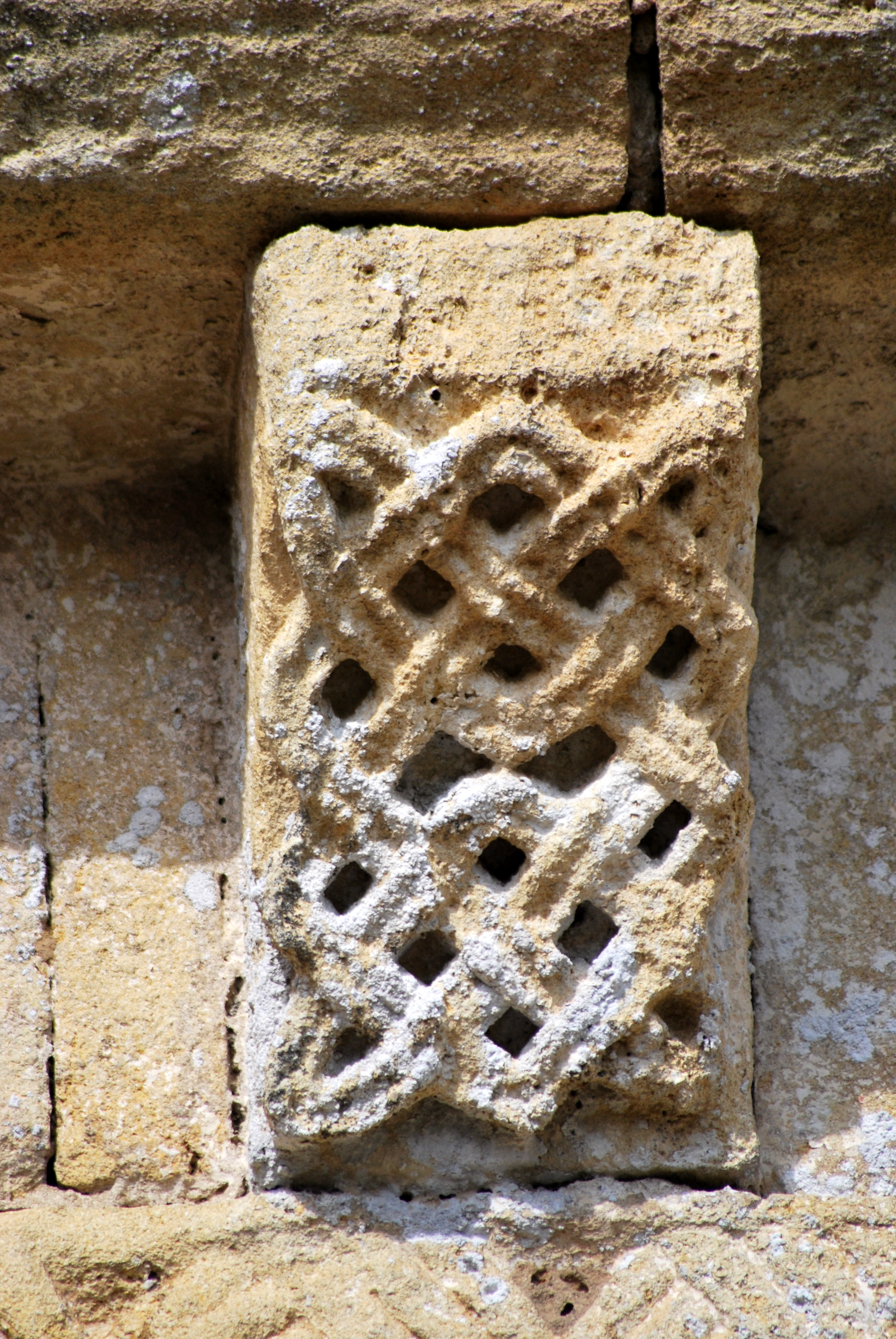
Entrelacs
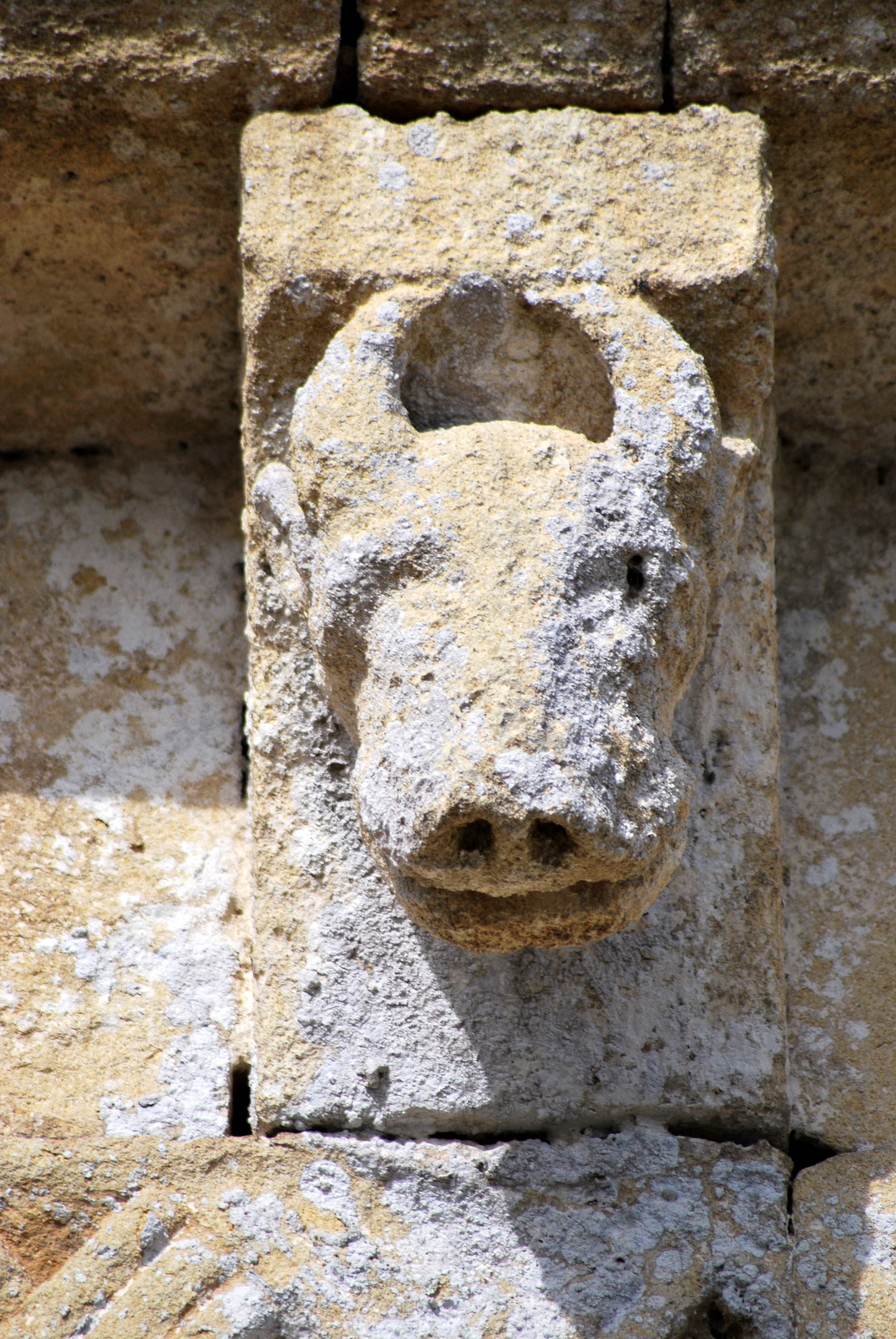
Taureau
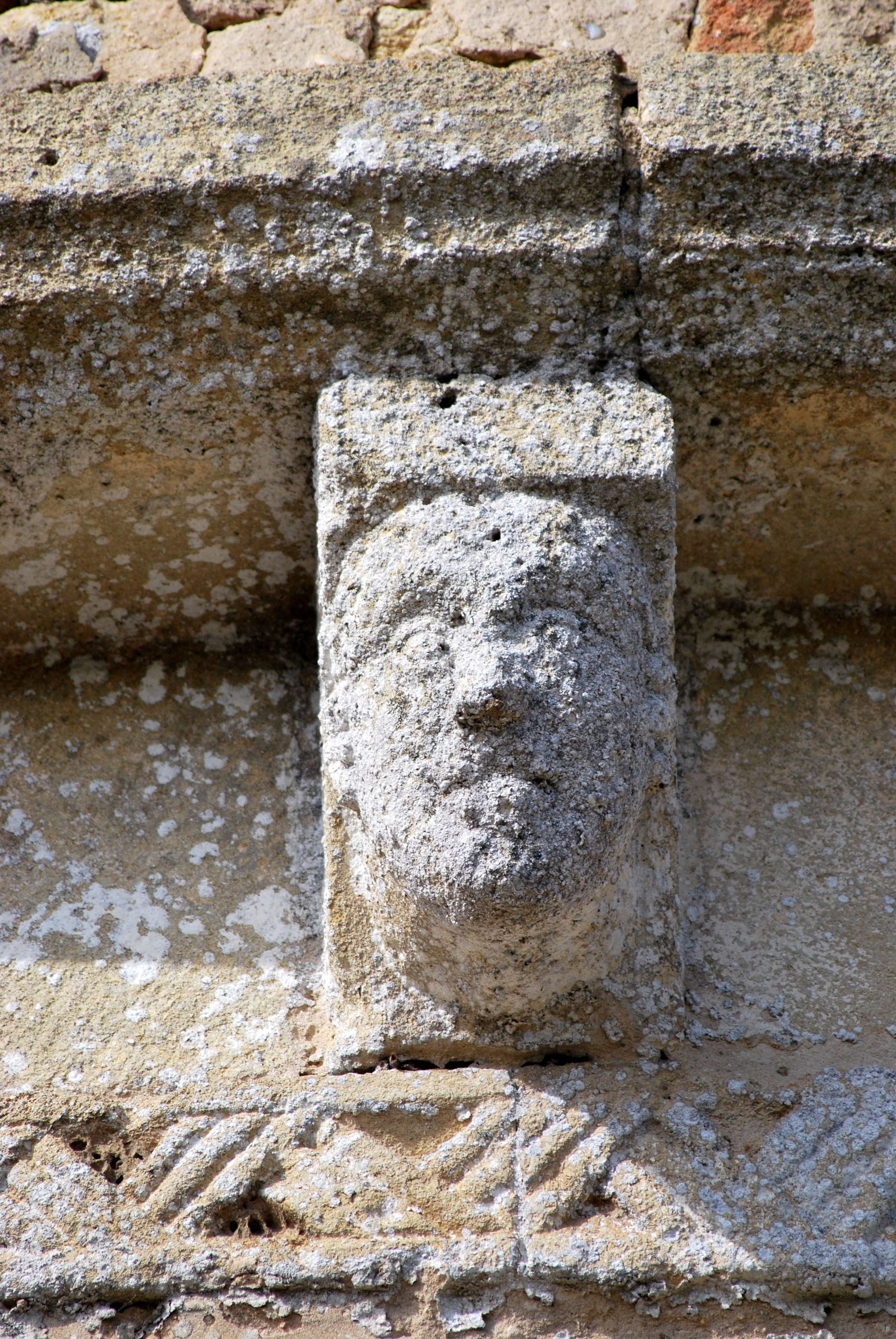
Tête d'homme
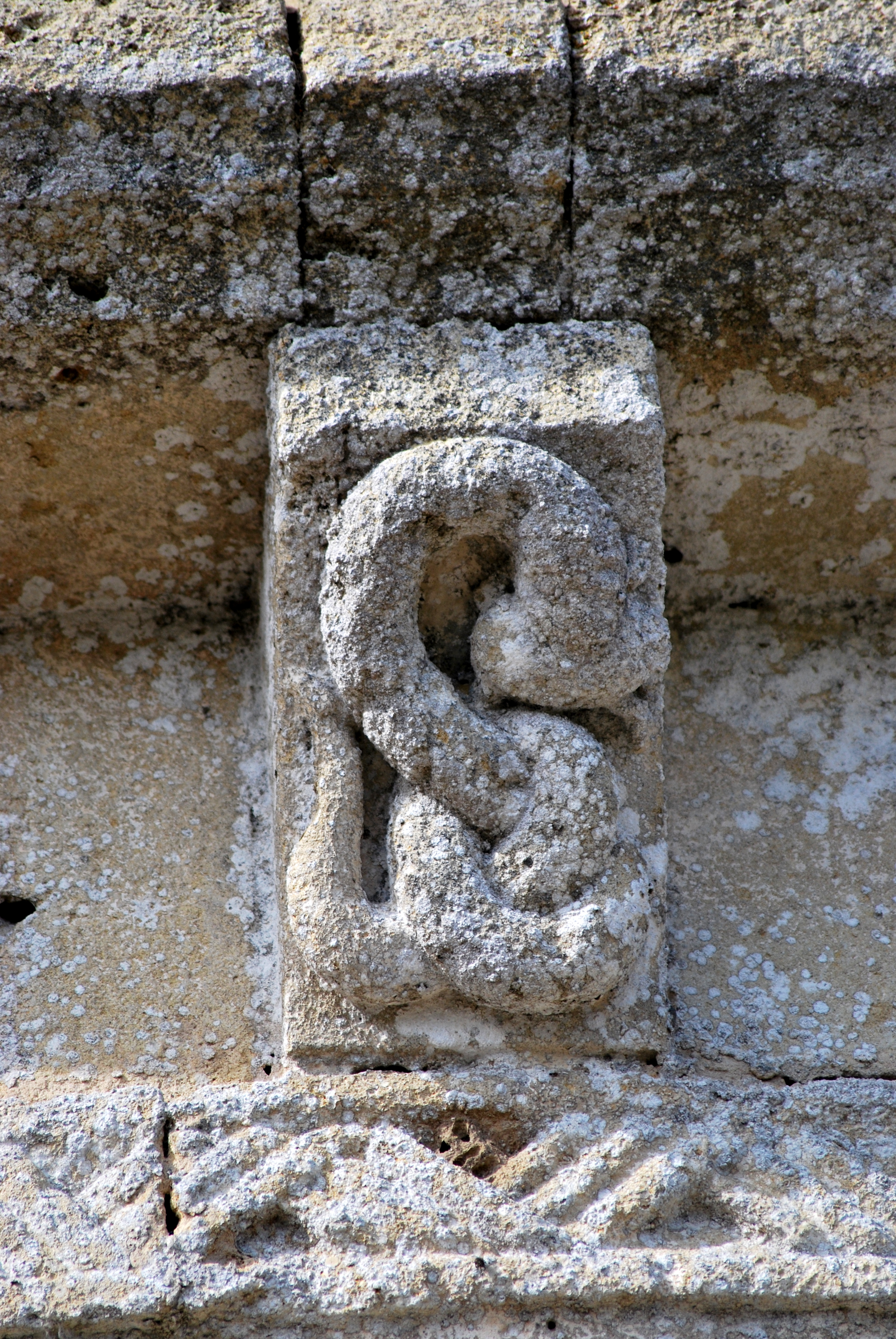
Serpent avalant crapaud
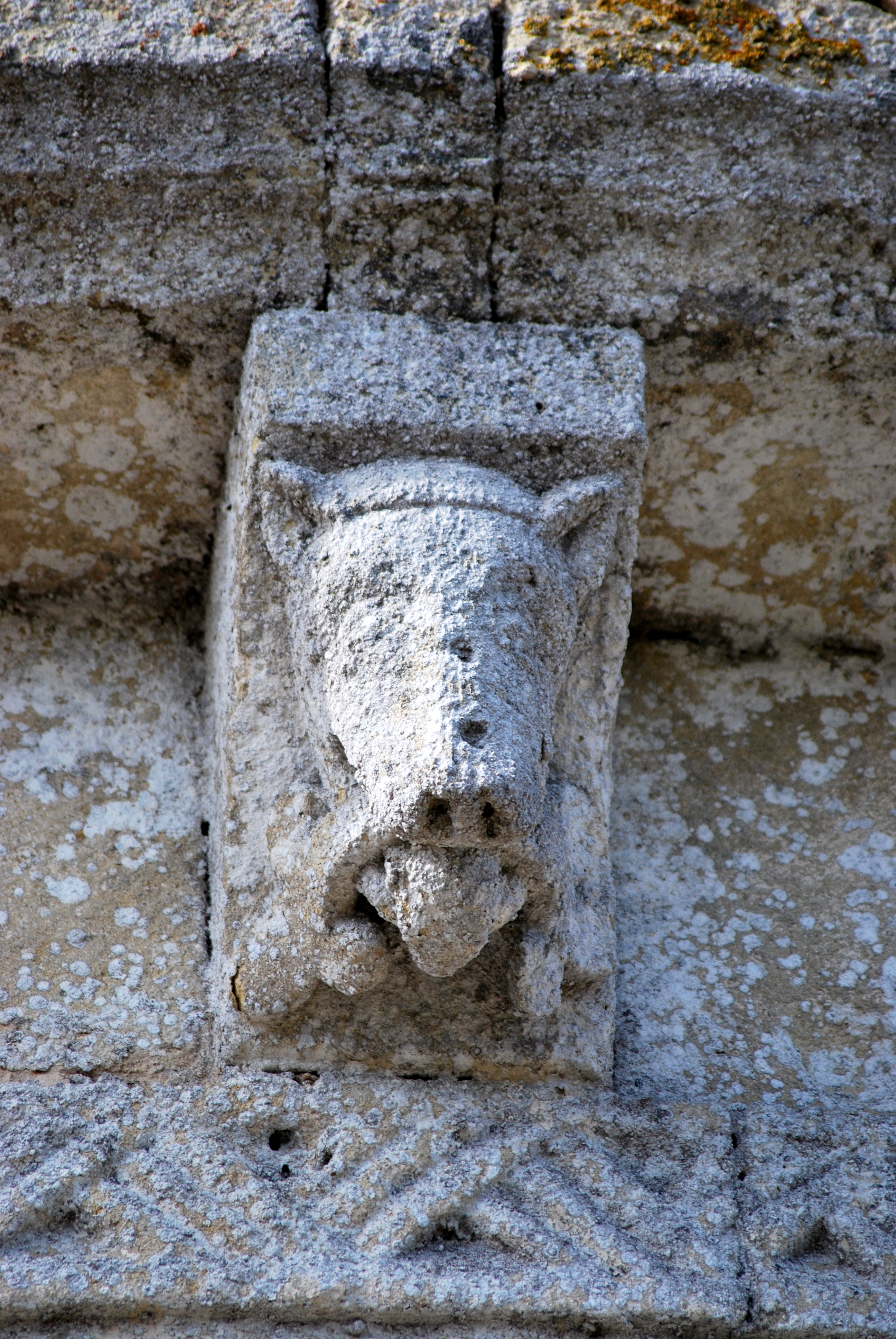
?
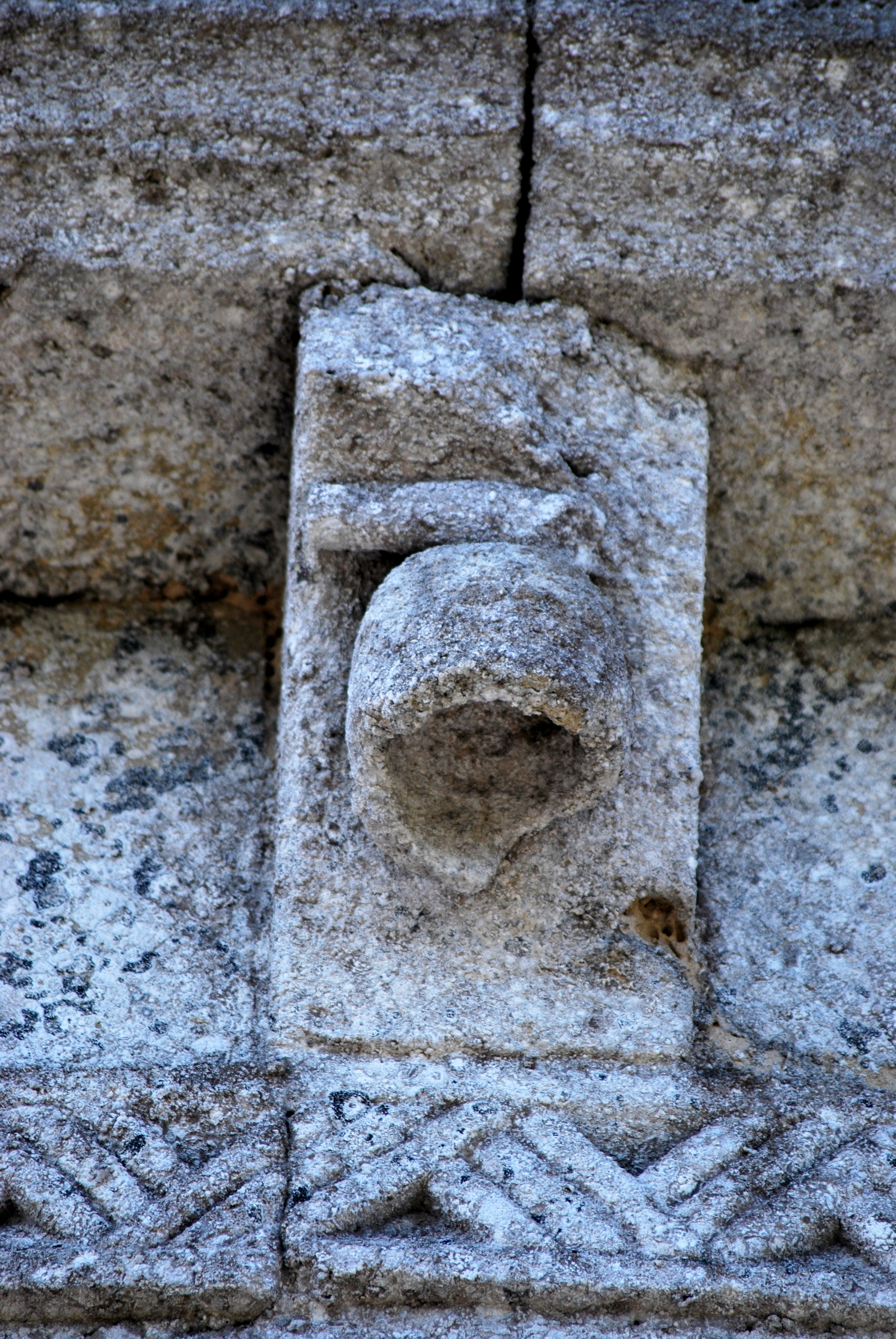
?
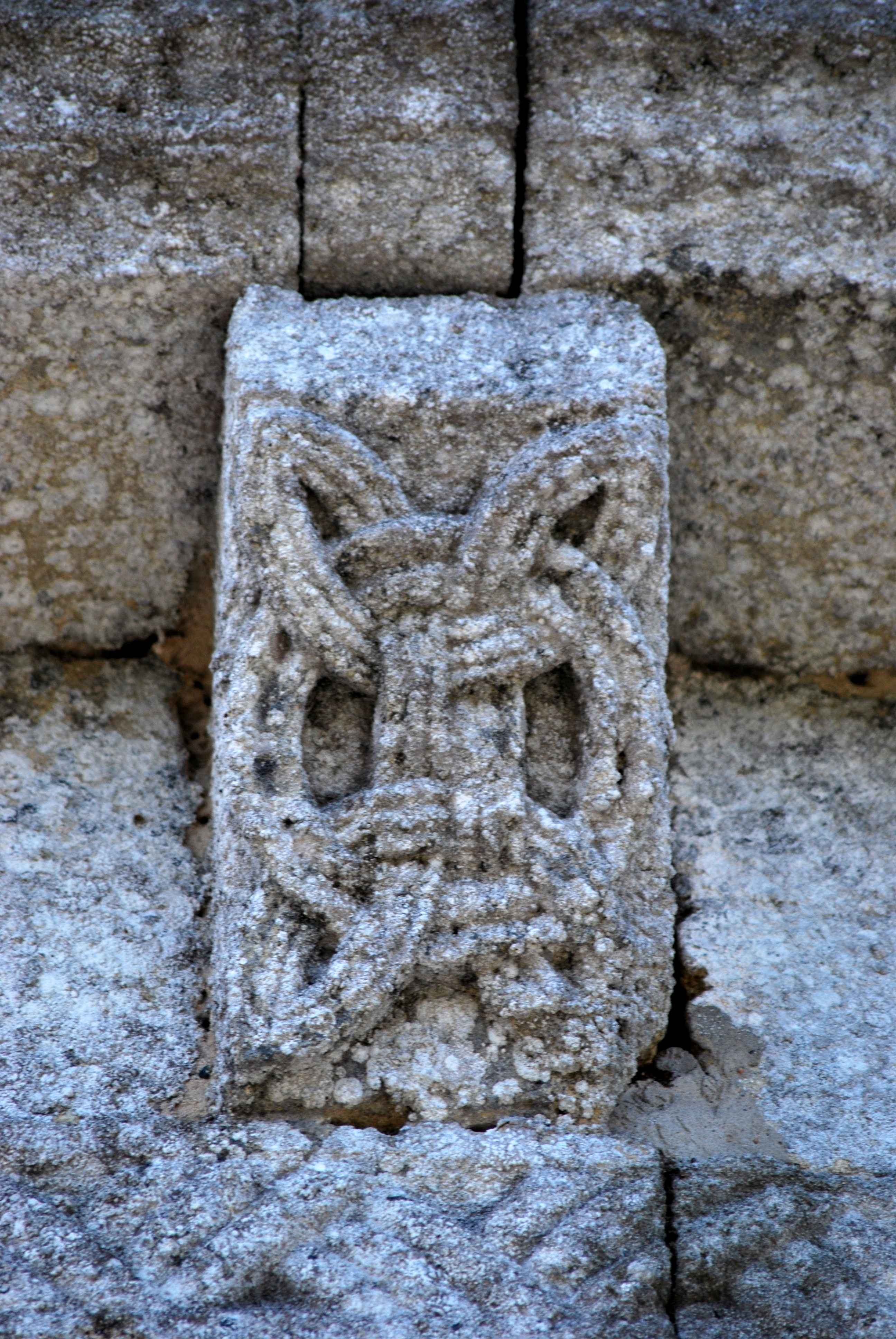
Entrelacs
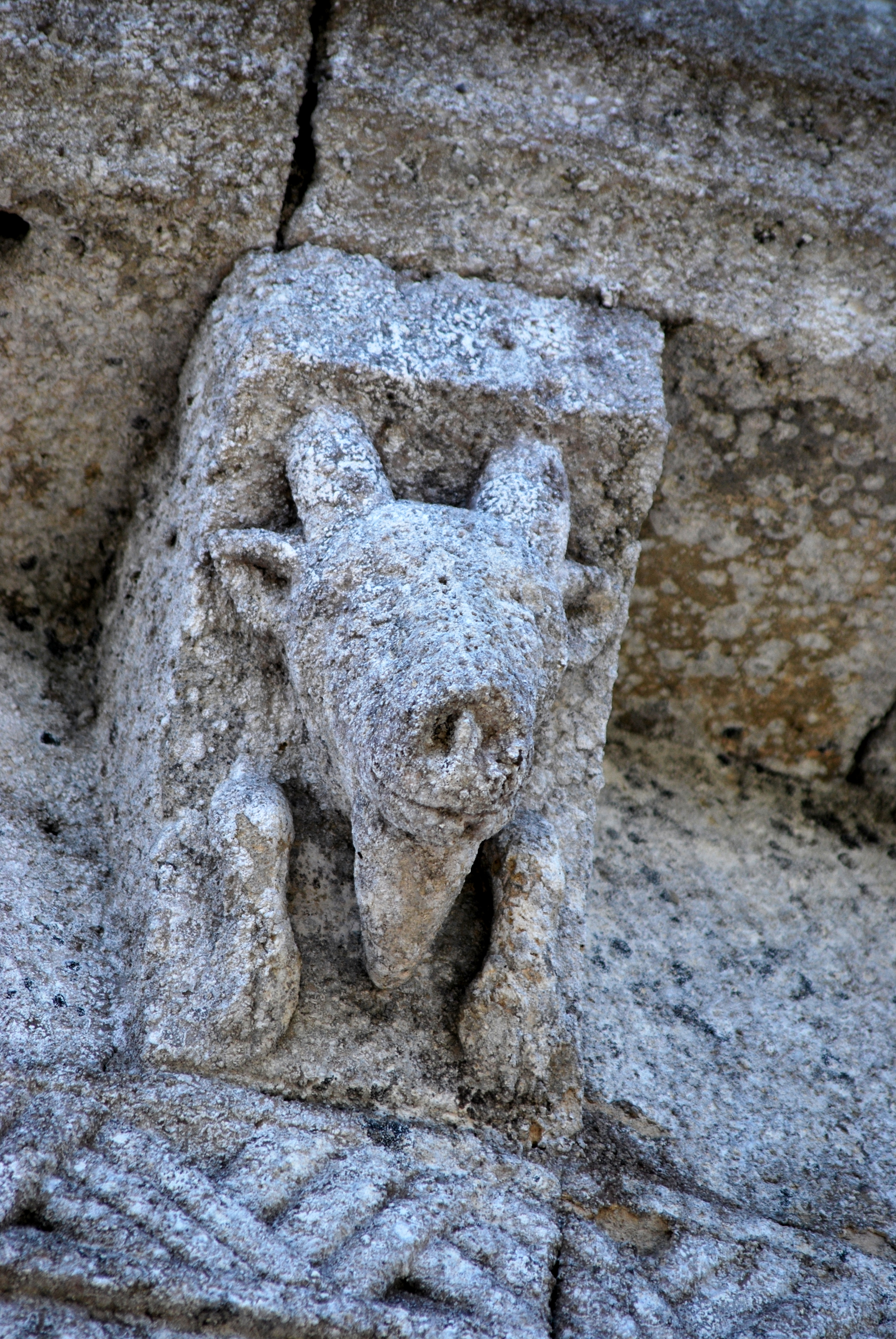
Bouc
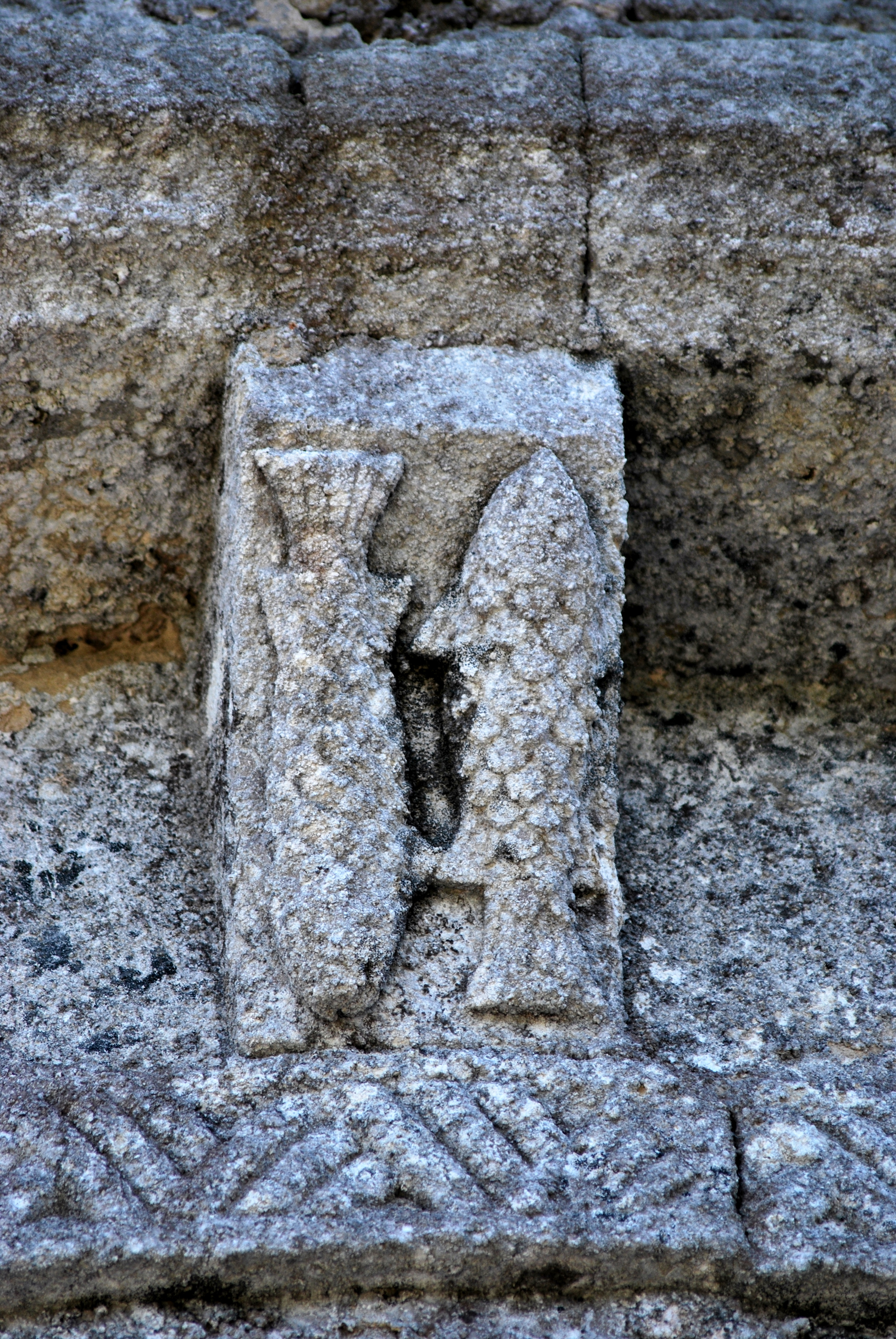
Poissons
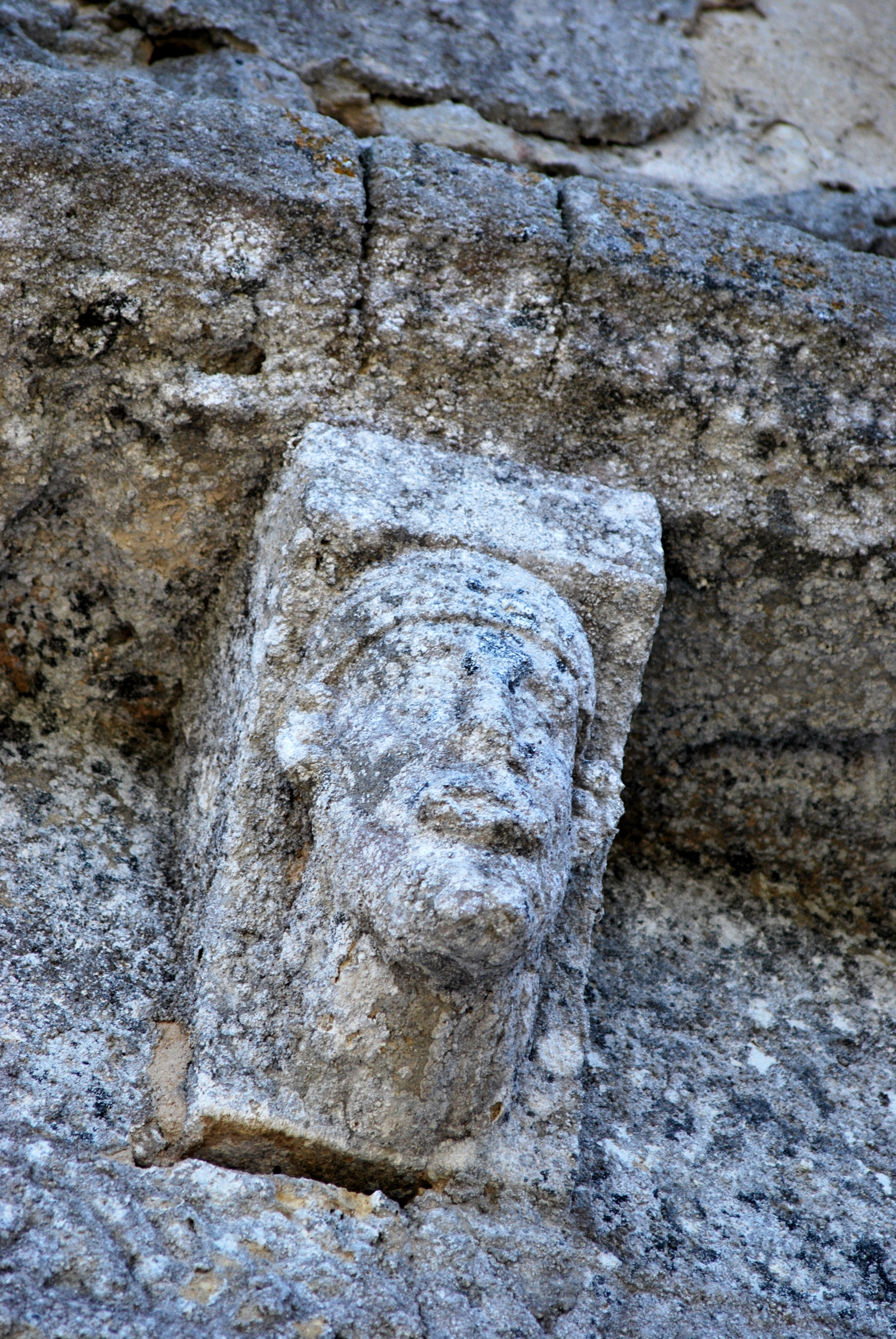
Tête d'homme
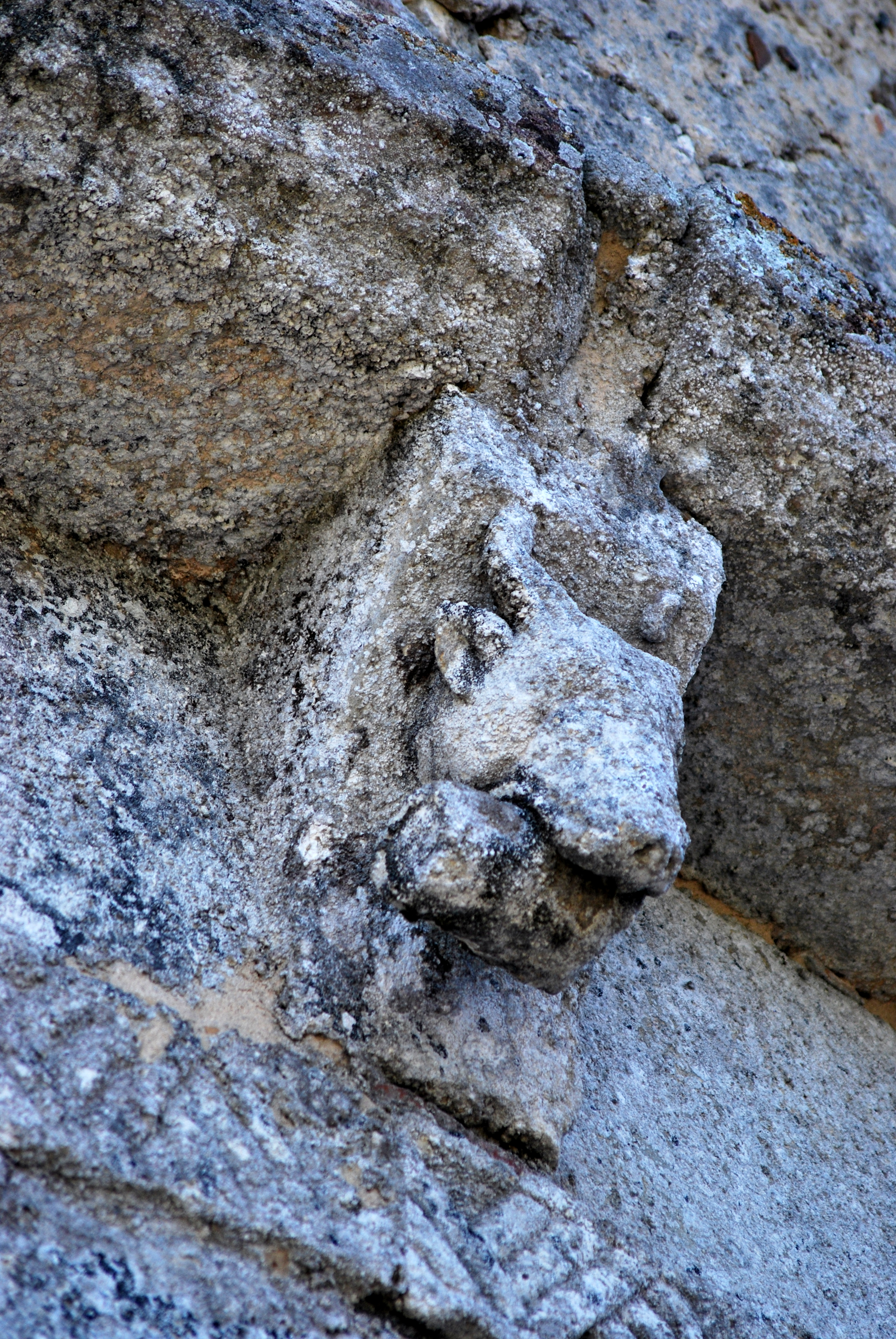
Vache avec tonnelet
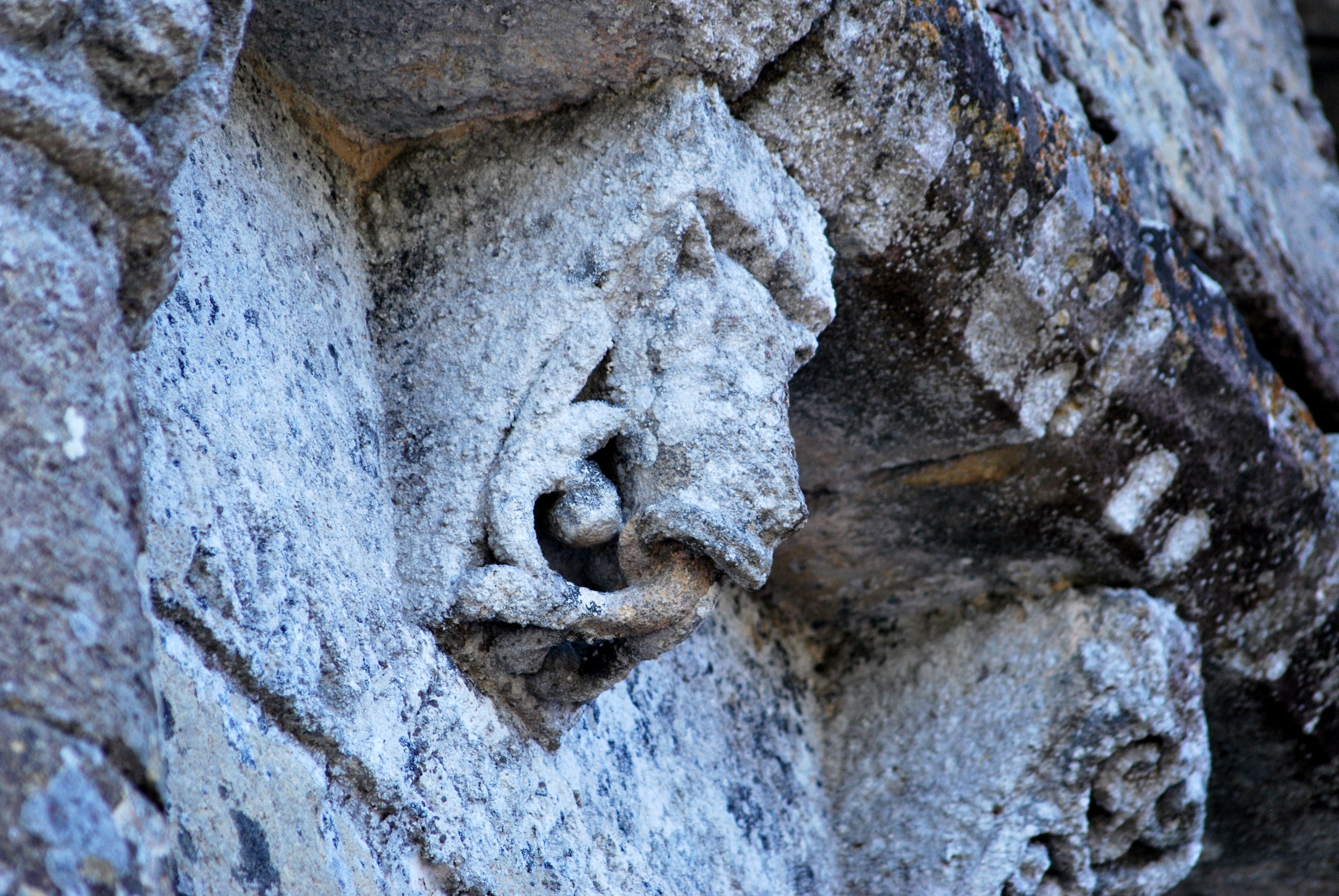
Cracheur de rinceaux
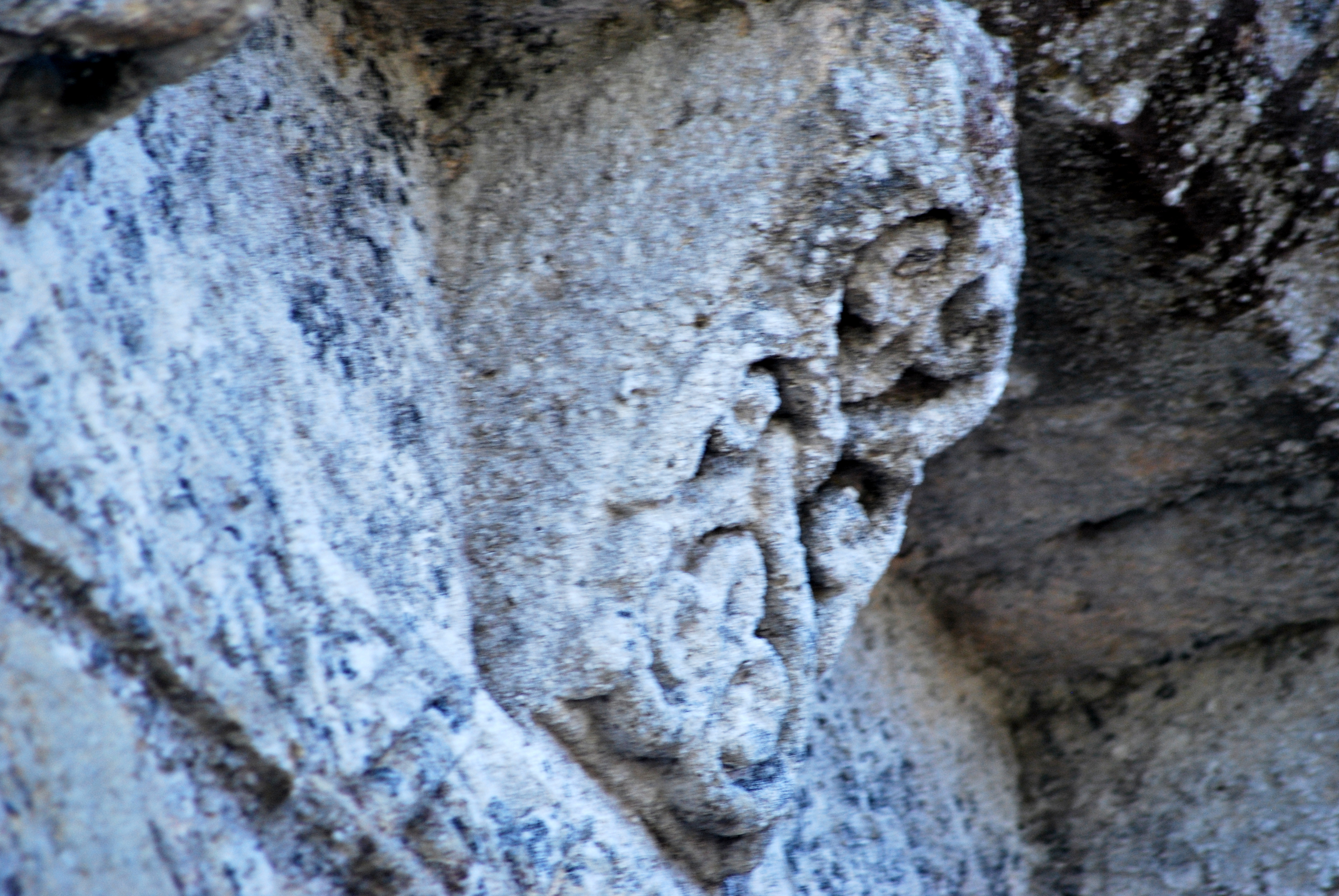
Entrelacs
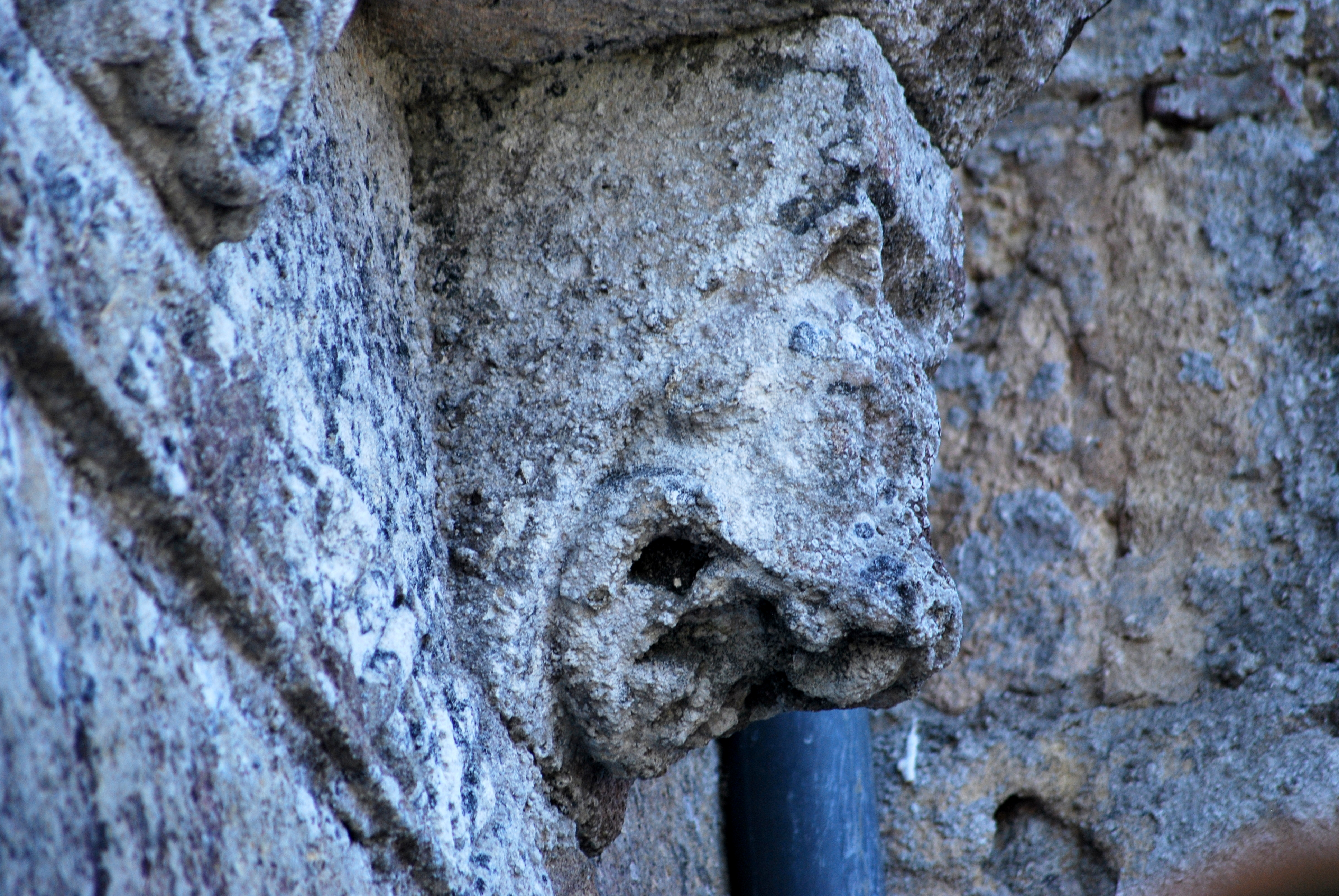
Monstre démoniaque

L'église Saint-Maixant a une réputation de faire figurer les signes du Zodiaque, probablement à cause du modillon Poissons, qui a la forme traditionnelle de ce signe. Avec un peu d'imagination on peut inclure dans la liste des signes zodiacaux : un bélier, un taureau, transformer 'une bête diverse' en lion, mais il en manque! En effet ces animaux sont très fréquents parmi les modillons des églises romanes (Iconographie des modillons romans), le plus rare étant les poissons.
Les chapiteaux des colonnes de l'abside :

L’ornementation végétale des deux chapiteaux est les acanthes pour la colonne N-E et les pommes de pin pour la colonne S-E, qui ne sont pas en quinconce comme à l'habitude. Le chapiteau S-E: Une paire de lions affrontés, qui se touchent les pattes et chacun tourne sa tête pour prendre sa queue dans sa bouche.

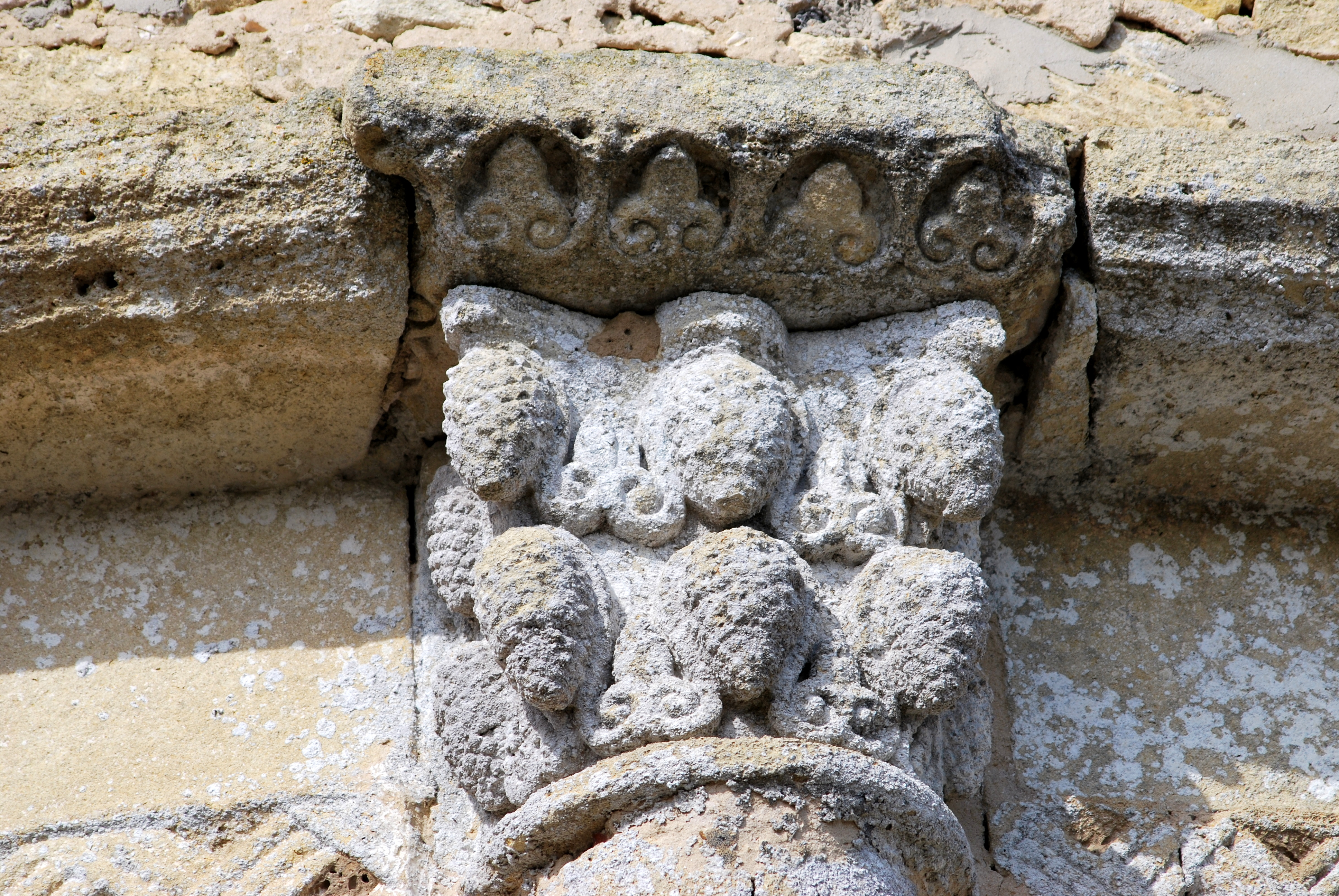
Pommes de Pin
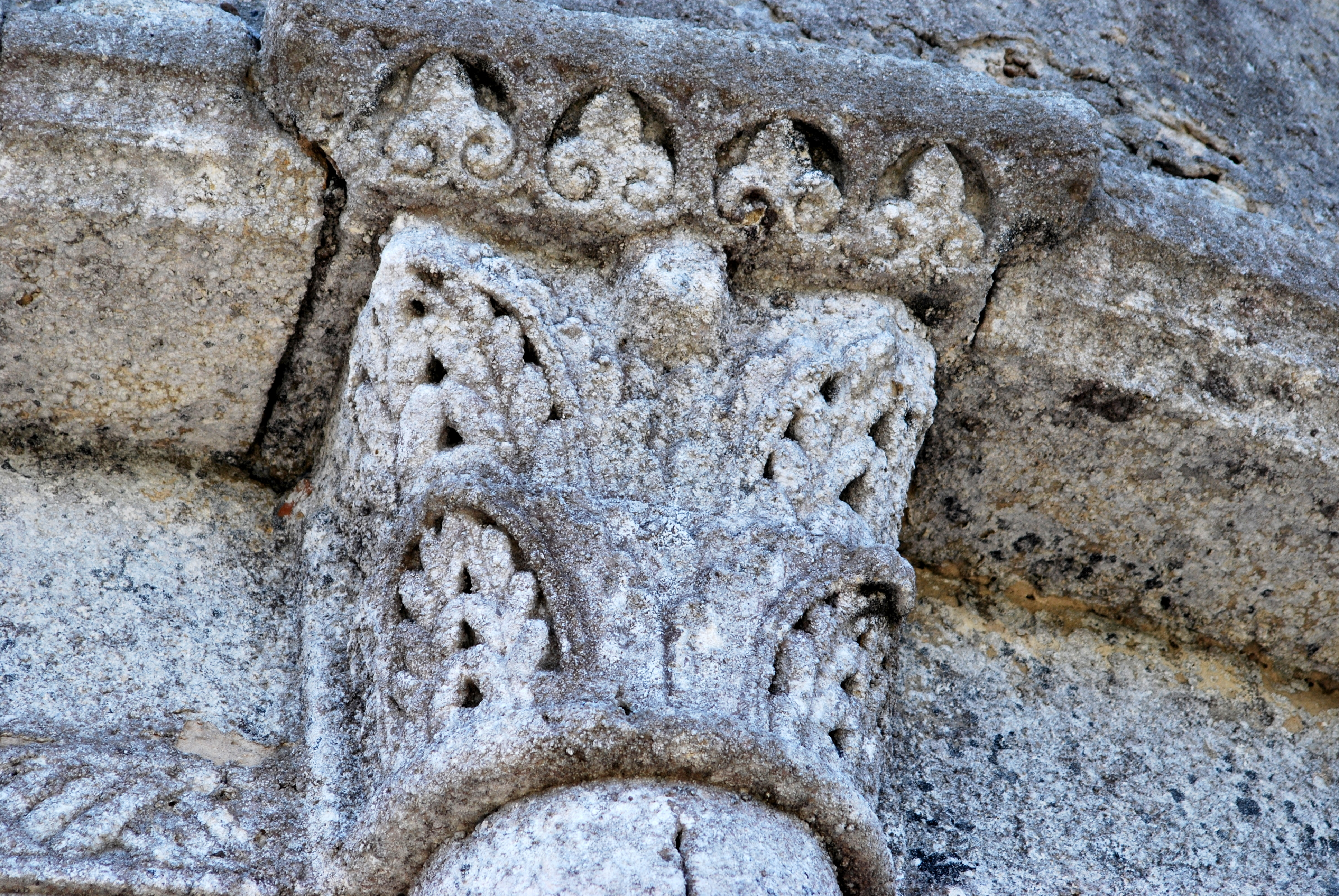
Les acanthes
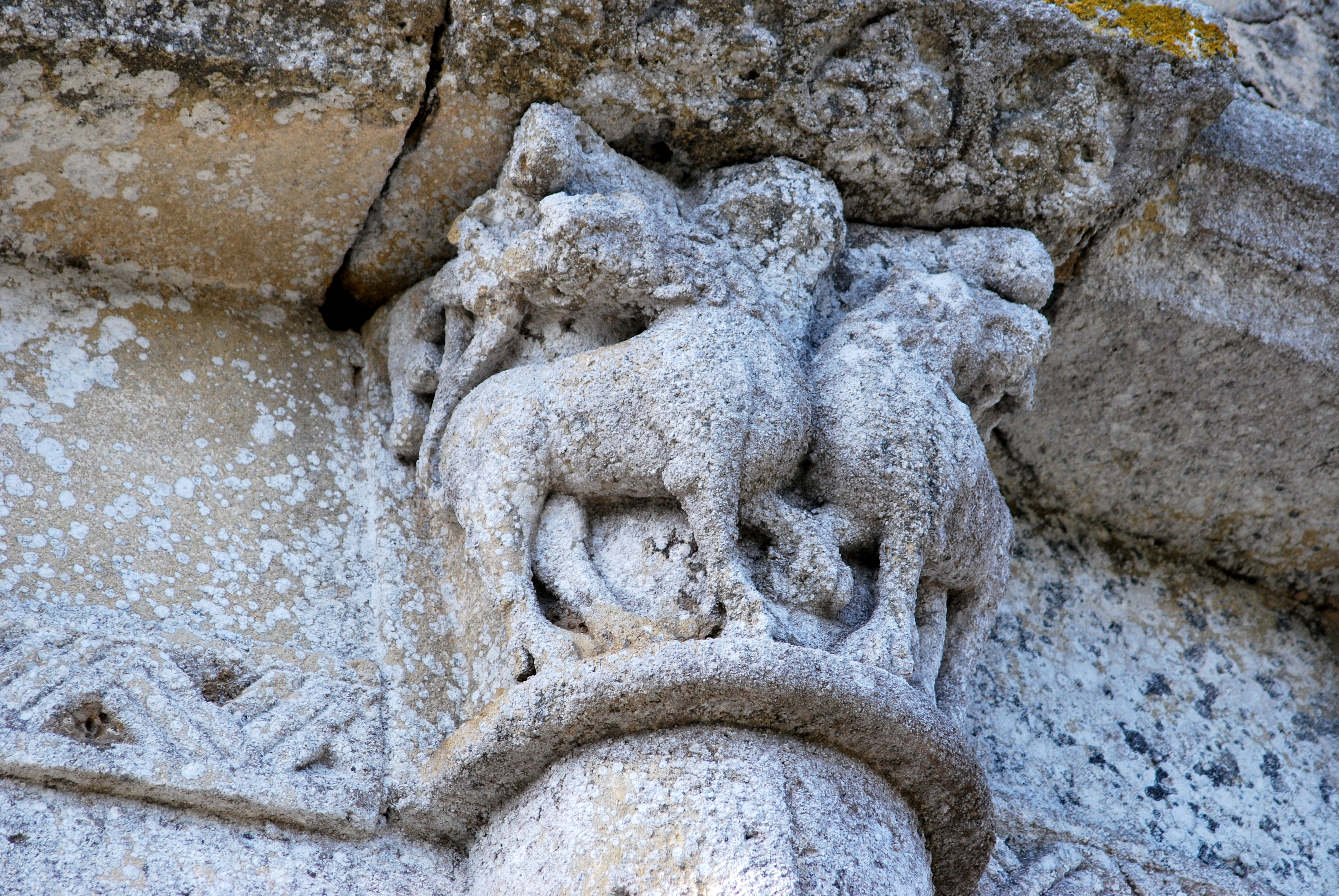
Les lions affrontés
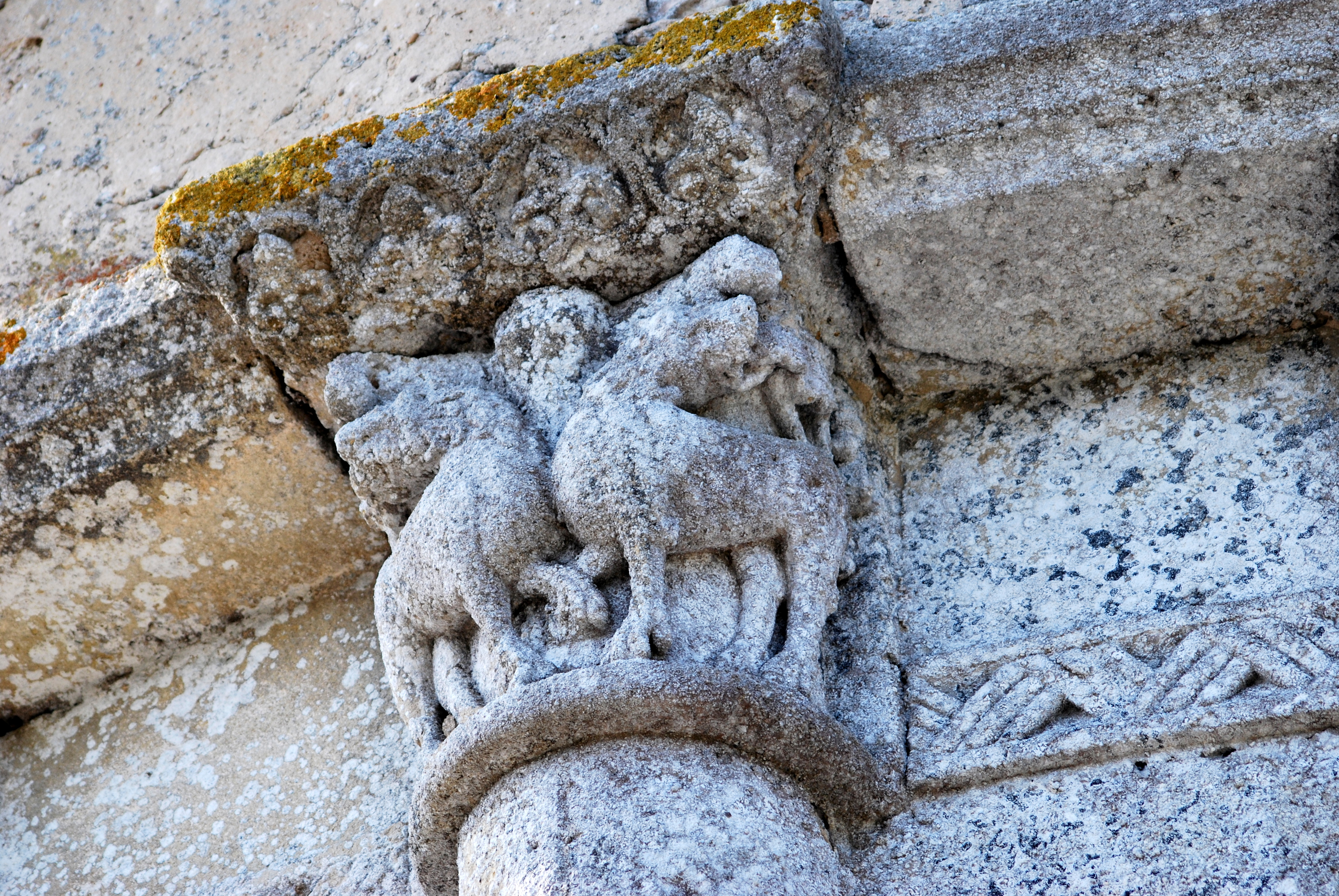
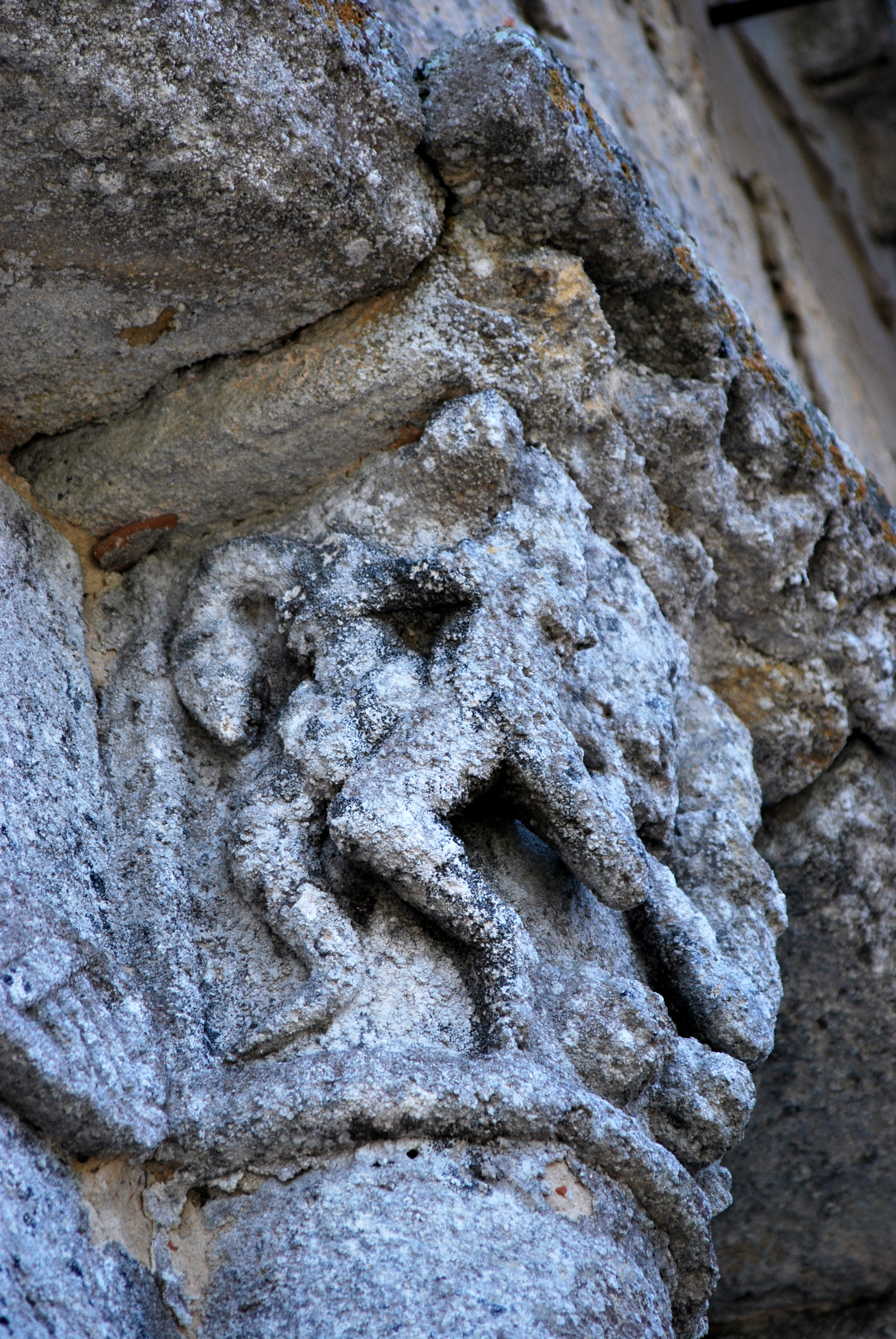
Serpent et homme nu
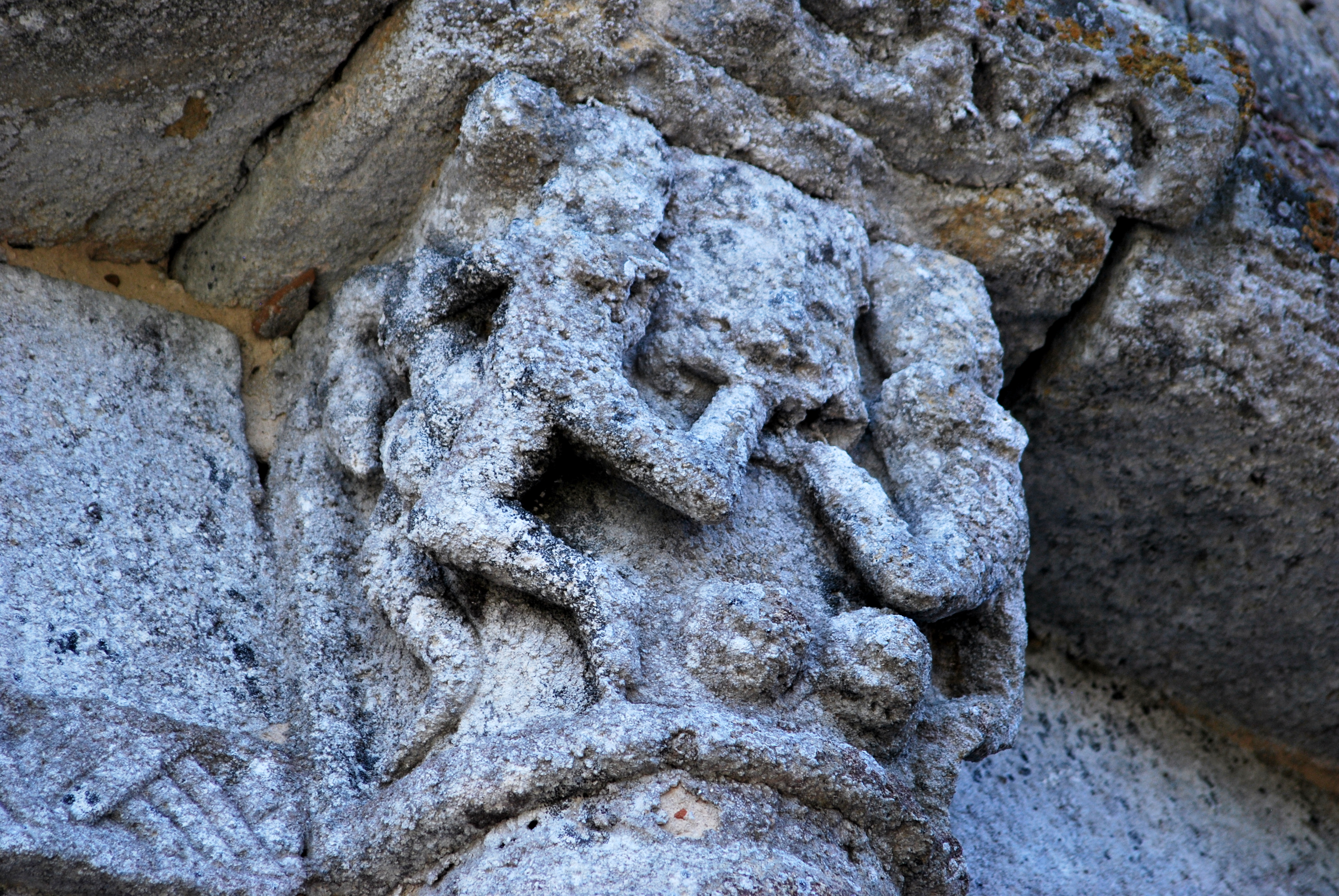
Danseurs nus et Bête

Le chapiteau Nord: Deux danseurs nus (un homme et une femme), un serpent et une tête démoniaque.
La corbeille a été détériorée, mais on voit sur la face est un danseur masculin qui agite un serpent. La face principale est symétrique autour d'un protomé de carnassier qui vient de happer une jambe de chaque danseur. Le danseur avec le serpent, selon la position de l'observateur, est soit asexué, soit doté d'un serpent/phallus sortant d'un nœud de forme testiculaire.
Le jugement éthique que cette corbeille représente est probablement la pensée de saint Augustin: peccatum: aversio a Deo, conversio ad creaturam (commettre le péché c'est se détacher de Dieu, c'est se tourner vers les créatures).
À l'intérieur de l'église, sur le chapiteau nord de l'arc triomphal, il y une représentation des oiseaux et de la source de la Vie au paradis. Le chapiteau sud est un fac-similé du XIXe siècle d'une représentation classique : Daniel entre quatre lions.